# كينيث إل. ورلي
كينيث إل. ورلي (بالإنجليزية: Kenneth L. Worley)‏ هو عسكري أمريكي، ولد في 4 أبريل 1948 في فارمينغتون في الولايات المتحدة، وتوفي في 12 أغسطس 1968 في محافظة كوانغ نام في فيتنام.